# Dark River
Dark River er en britisk film fra 1990 af Malcolm Taylor.

## Medvirkende
- Tom Bell
- Kate Buffery
- Siân Phillips
- Ian McNeice
- Michael Denison
- Freddie Jones